# Григоренко Георгій Михайлович
Георгій Михайлович Григоренко (24 серпня 1939, Київ — 3 жовтня 2019, Київ) — український науковець, академік НАН України за спеціальностями матеріалознавство та електрометалургія (2009), завідувач відділу фізико-хімічних досліджень матеріалів Інституту електрозварювання ім. Є. О. Патона.

## Життєпис

Могила Георгія Григоренка, Лук'янівське кладовище

- 1939 — народився в Києві;
- 1961 —закінчив Київський політехнічний ін-т. Відтоді працював в Ін-ті електрозварювання НАН України (Київ):
- від 1964 — завідувач лабораторії газів у металах;
- 1980 — державна премія УРСР у галузі науки і техніки;
- 1983 — доктор технічних наук;
- від 1984 — завідувач відділу фізико-хімічних досліджень матеріалів;
- 1986 — професор;
- 1997 — член-кореспондент НАН України;
- одночасно від 1999 — завідувач кафедри цільової підготовки Національного технічного університету «Київський політехнічний інститут».
- 2019 — помер на 81-му році життя, похований на Лук'янівському кладовищі (ділянка № 38, 50°28′0.24″ пн. ш. 30°27′8.82″ сх. д. / 50.4667333° пн. ш. 30.4524500° сх. д.).

### Родина
- Брат — науковець-математик Ярослав Григоренко (1927—2022).
- Племінник — науковець-математик Олександр Григоренко (н. 1955).
- Дочка — Світлана Григоренко (н. 1969), завідувач відділу фізико-хімічних досліджень матеріалів ІЕЗ ім. Є. О. Патона, кандидат технічних наук (2002).

## Наукова діяльність
Досліджував взаємодію газів із рідкими металами та сплавами при їх плавленні та зварюванні, якість зварних швів, газотермічних покриттів, дифузійних з'єднань, зливків та напівфабрикатів із металу, отриманого методами спеціальної електрометалургії, розробив технології плазмово-дугового, дугово-шлакового та індукційного плавлення, виконував фундаментальні роботи в галузі фізичної хімії та високотемпературних металургійних процесів.